# دفتر مبارزه با تقلب اروپا

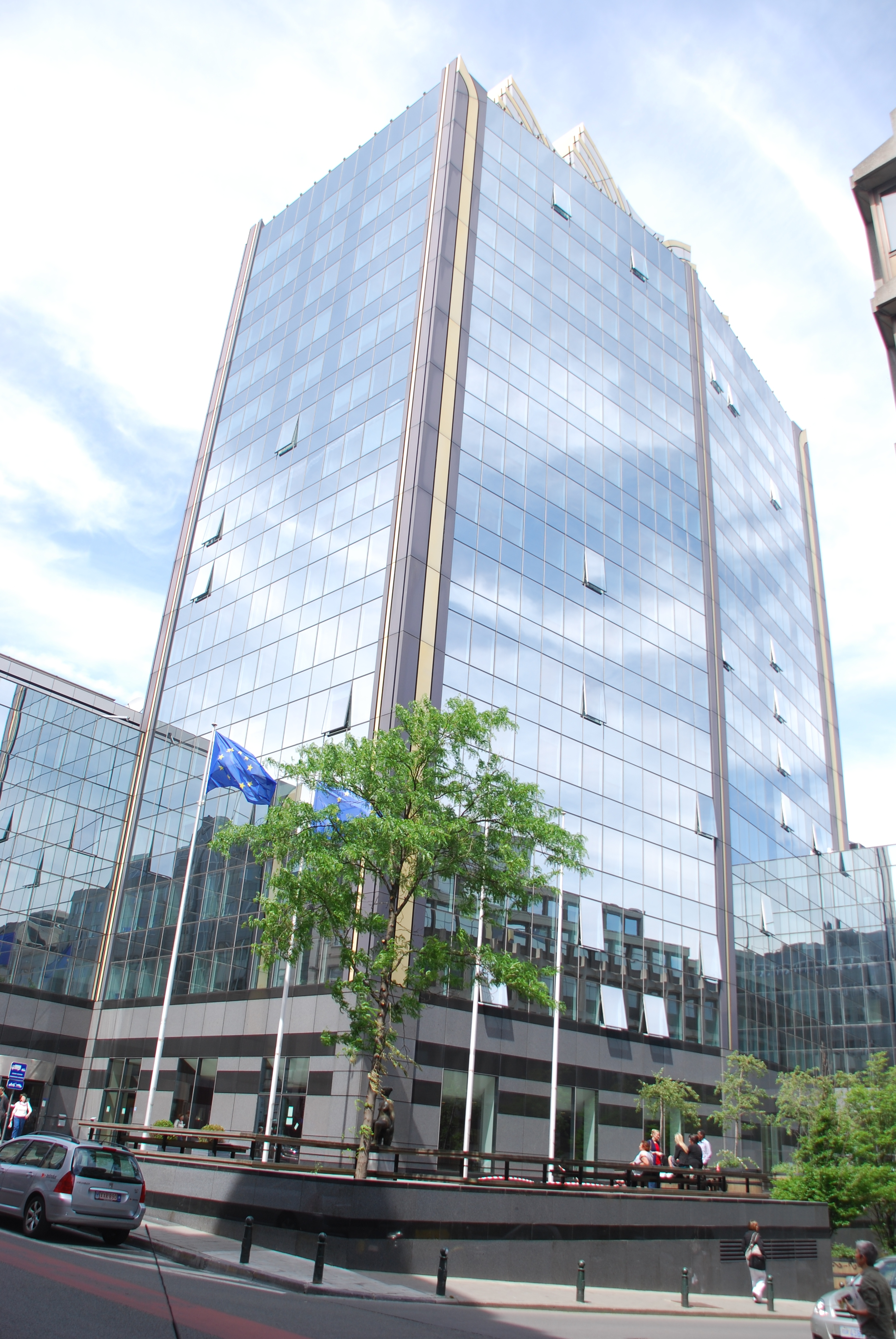
اداره مبارزه با تقلب اروپا، خیابان جوزف دوم، بروکسل

دفتر مبارزه با تقلب اروپا که بیشتر به عنوان OLAF شناخته می شود، نهادی است که توسط اتحادیه اروپا به پشتیبانی از منافع مالی اتحادیه مأموریت یافته است. در ۲۸ آوریل ۱۹۹۹، با تصمیم کمیسیون اروپا پایه گذاری شد.  این سازمان برای این سه مورد گمارده شده:
- برای مبارزه با تقلبی که بر بودجه اتحادیه اروپا تأثیر می گذارد.
- بررسی فساد توسط کارکنان مؤسسات اتحادیه اروپا.
- تدوین قوانین و سیاست های ضد تقلب.

سازمان مبارزه با تقلب با آزادی کامل به بررسی در سه زمینه بالا می پردازد. این سازمان ، فعالیت های دیگر سازمان های ضد تقلب در کشورهای عضو در دفتر مبارزه با تقلب را با خود هماهنگ می کند. OLAF به کشورهای عضو اتحادیه اروپا پشتیبانی مورد نیاز و دانش فنی را برای کمک به آنها در انجام دادن کار های ضد تقلب ارائه می کند.

## کشور های عضو
| کشور های عضو دفتر مبارزه با تقلب اروپا | کشور های عضو دفتر مبارزه با تقلب اروپا | کشور های عضو دفتر مبارزه با تقلب اروپا | کشور های عضو دفتر مبارزه با تقلب اروپا | کشور های عضو دفتر مبارزه با تقلب اروپا | کشور های عضو دفتر مبارزه با تقلب اروپا |
| -------------------------------------- | -------------------------------------- | -------------------------------------- | -------------------------------------- | -------------------------------------- | -------------------------------------- |
| اتریش                                  | بلژیک                                  | بلغارستان                              | کرواسی                                 | قبرس                                   | جمهوری چک                              |
| دانمارک                                | استونی                                 | فنلاند                                 | فرانسه                                 | آلمان                                  | یونان                                  |
| مجارستان                               | ایرلند                                 | ایتالیا                                | لیتوانی                                | لتونی                                  | لوکزامبورگ                             |
| مالت                                   | هلند                                   | لهستان                                 | پرتغال                                 | رومانی                                 | اسلواکی                                |
| اسلونی                                 | اسپانیا                                | سوئد                                   |                                        |                                        |                                        |